# SAKURAフェスティバル
SAKURAフェスティバルは茨城県桜川市で開催されている地域イベント。

## 概要

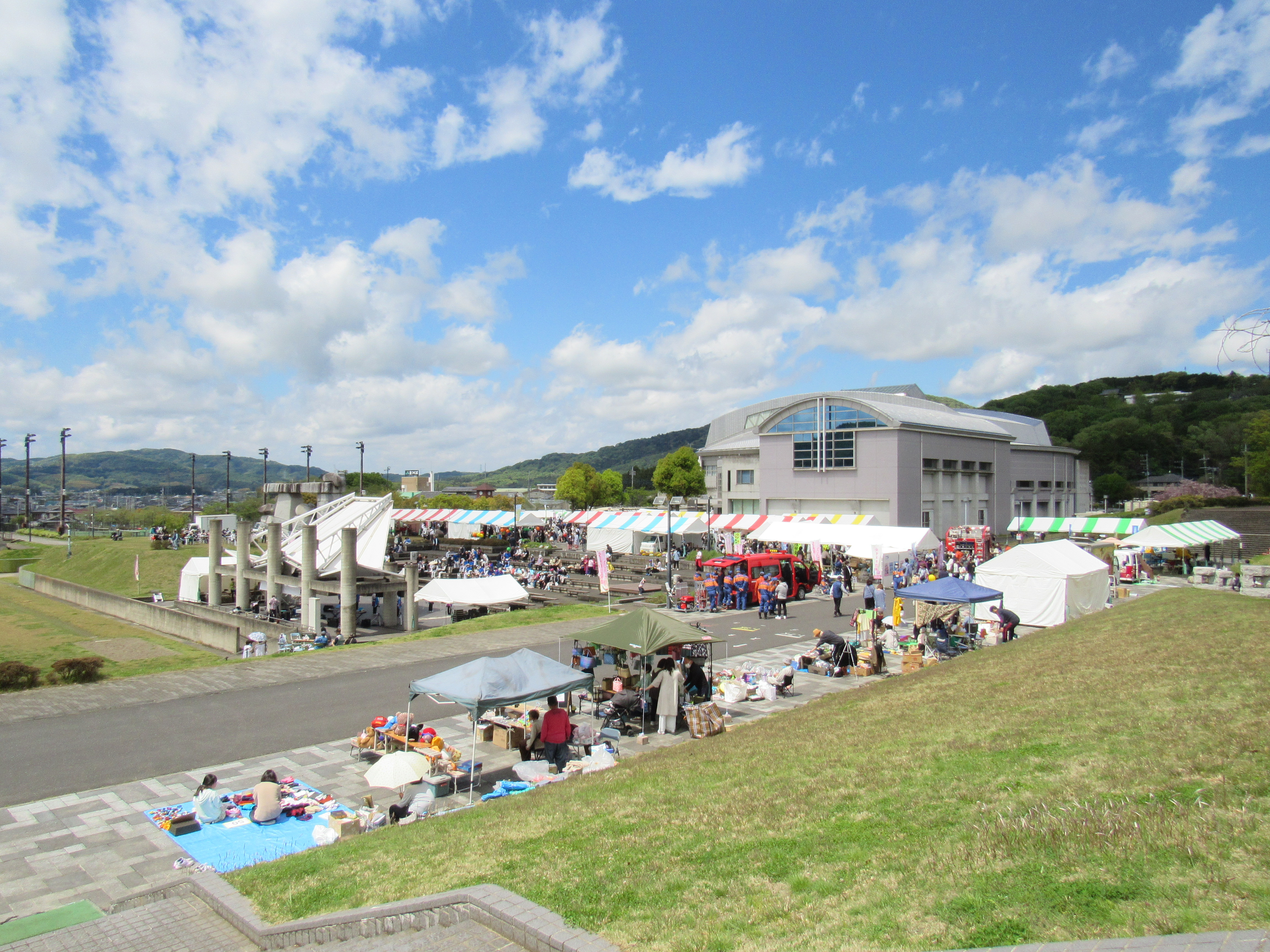
会場俯瞰

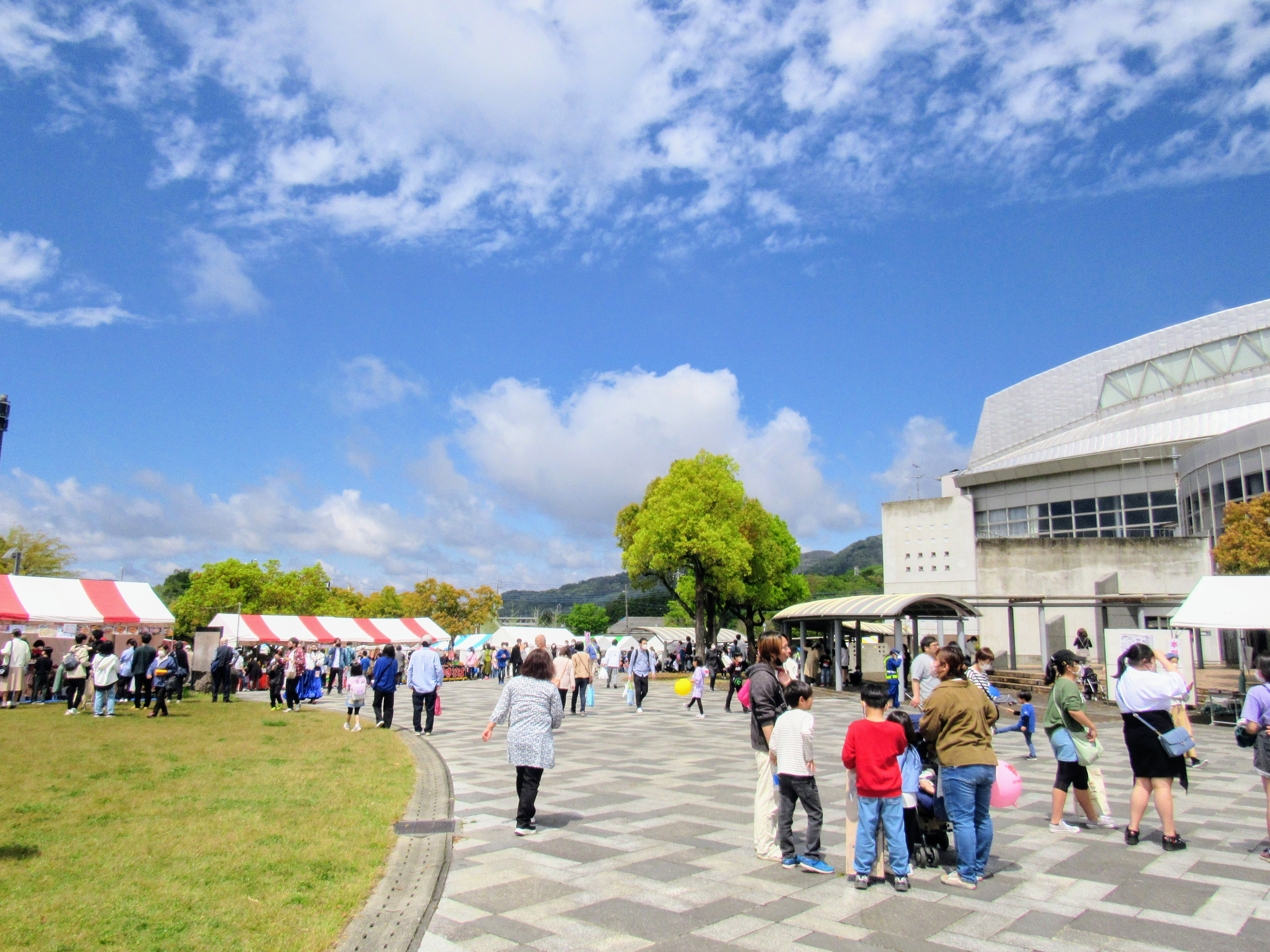
会場

桜川市主催の町おこし催事。市内の団体による飲食やミニゲームのブースを中心に、岩瀬西中学校、東中学校吹奏楽部による演奏、桜川消防署による車両展示や地元出身者によるトークショー、YOSAKOIフェスタin桜川の演舞などが行われている。
元は町村合併前の岩瀬町、真壁町で秋に行われていた岩瀬町民祭、ふるさと産業文化祭であり、2005年の町村合併後もそれぞれ市民祭inいわせ、市民祭inまかべと名を変えて存続していた。合併10年目の2015年のみ大和地区で開催され、翌年2016年度より市民祭を岩瀬地区へ統合しSAKURAフェスティバルとなった。
過去には世界みかげ石引き選手権大会やヘリコプターによる遊覧飛行も行われていた。

## 世界みかげ石引き選手権大会
桜川市民祭inいわせの催し物の一つとして岩瀬町民祭時代から行われていた大会。220キロの御影石を3人一組で25メートル引く一般の部のほか、中学生、女性の部があった。県内外から参加者が集まっていたが、2015年の第16回大会を最後に行われていない。